# El astronauta (película de 1970)
El astronauta es una comedia española dirigida por Javier Aguirre en 1970 en Eastmancolor, producida por Pedro Masó y coprotagonizada por Tony Leblanc y un elenco de actores cómicos españoles. Parte de la película fue rodada en Almería.

## Argumento
Nos encontramos en el pueblo español de Minglanillas. Mientras el hombre llega a la Luna, un grupo de amigos observa en un bar por televisión la retransmisión del evento. Pepe Fernández (Tony Leblanc), uno de los clientes del bar, afirma que con algo de dinero y mucha dedicación ellos pueden hacer lo mismo. Tras discutir el tema, deciden ponerse manos a la obra. Toman prestados los terrenos del acaudalado Don Gregorio Minglanillas (Antonio Ferrandis), al que convencen rápidamente, e instalan en ellos la base de la SANA (Sociedad Anónima de Naves Aeroespaciales). Raptan a Don Anselmo (José Luis López Vázquez), un viejo profesor que sostiene haber sido quien enseñó a construir cohetes espaciales a Wernher von Braun, y con su ayuda comienzan a fabricar los planos del cohete. 
Tras finalizar la construcción de la nave y el entrenamiento del futuro astronauta a las duras condiciones del espacio exterior, finalmente se presentan, simulando ser visitantes, en la base espacial de la NASA en Fresnedillas, para ver si pueden hacer un puente de comunicación con su base en Minglanillas. Increíblemente, logran su propósito, y todo está ya preparado. 
Sólo falta el lanzamiento...

## Reparto
- Tony Leblanc - Pepe Fernández, el astronauta
- José Luis López Vázquez - Don Anselmo, el científico jubilado
- Paquito Cano - Faustino, el carpintero
- José Sazatornil - Saturnino, el pintor
- Antonio Ferrandis - Don Gregorio Minglanillas, presidente de la SANA
- Rafael Alonso - Hilario, el electricista
- José Luis Coll - Valeriano, el lechero
- Antonio Ozores - Matías, técnico en fuegos artificiales
- Mary Paz Pondal - Esposa de Pepe Fernández
- Laly Soldevila - Vicenta, 'La Quisquilla'
- Blaki - Guardia
- Beni Deus - Agapito
- Salvador Orjas - Rufino, el camarero